# Pseudochromis melas
Pseudochromis melas är en fiskart som beskrevs av Lubbock, 1977. Pseudochromis melas ingår i släktet Pseudochromis och familjen Pseudochromidae. Inga underarter finns listade i Catalogue of Life.